# Kaspar Capparoni
 Gaspare "Kaspar" Capparoni (Rome, 1 augustus 1964) is een Italiaanse acteur. Hij is onder meer bekend van zijn rol als Lorenzo Fabbri in de detectiveserie Commissaris Rex.
Zijn vader was chirurg, zijn moeder een lerares Duits in Sexten in het Pustertal.
Kaspar debuteerde op 18-jarige leeftijd op de toneelplanken, waar hij samenwerkte met Giuseppe Patroni Griffi. Later begon zijn filmcarrière met films als Phenomena (1985) onder regie van Dario Argento.

## Filmografie
- Phenomena (1985) van Dario Argento
- Colpi di Luce (1985) van Enzo G. Castellari
- Gialloparma (1999) van Alberto Bevilacqua
- Encantado (2002) van Corrado Colombo
- Il ritorno del Monnezza (2005) van Carlo Vanzina
- Two Families (2007)
- Il Sole nero met Valeria Golino (2007)

## Televisiewerk
- de soapserie Ricominciare (2000)
- Piccolo Mondo Antico, miniserie
- Incantesimo 4 (2001)
- Elisa di Rivombrosa (2003)
- La Caccia (2005), miniserie van Massimo Spano
- Capri, serie (2006)
- Donna Detective (2007) van Cinzia T.H. Torrini
- Kommissar Rex (2007–2011)
- Capri 2 (2007), regie Andrea Barzini en Giorgio Molteni